# Destruição da estátua da Praça Firdos

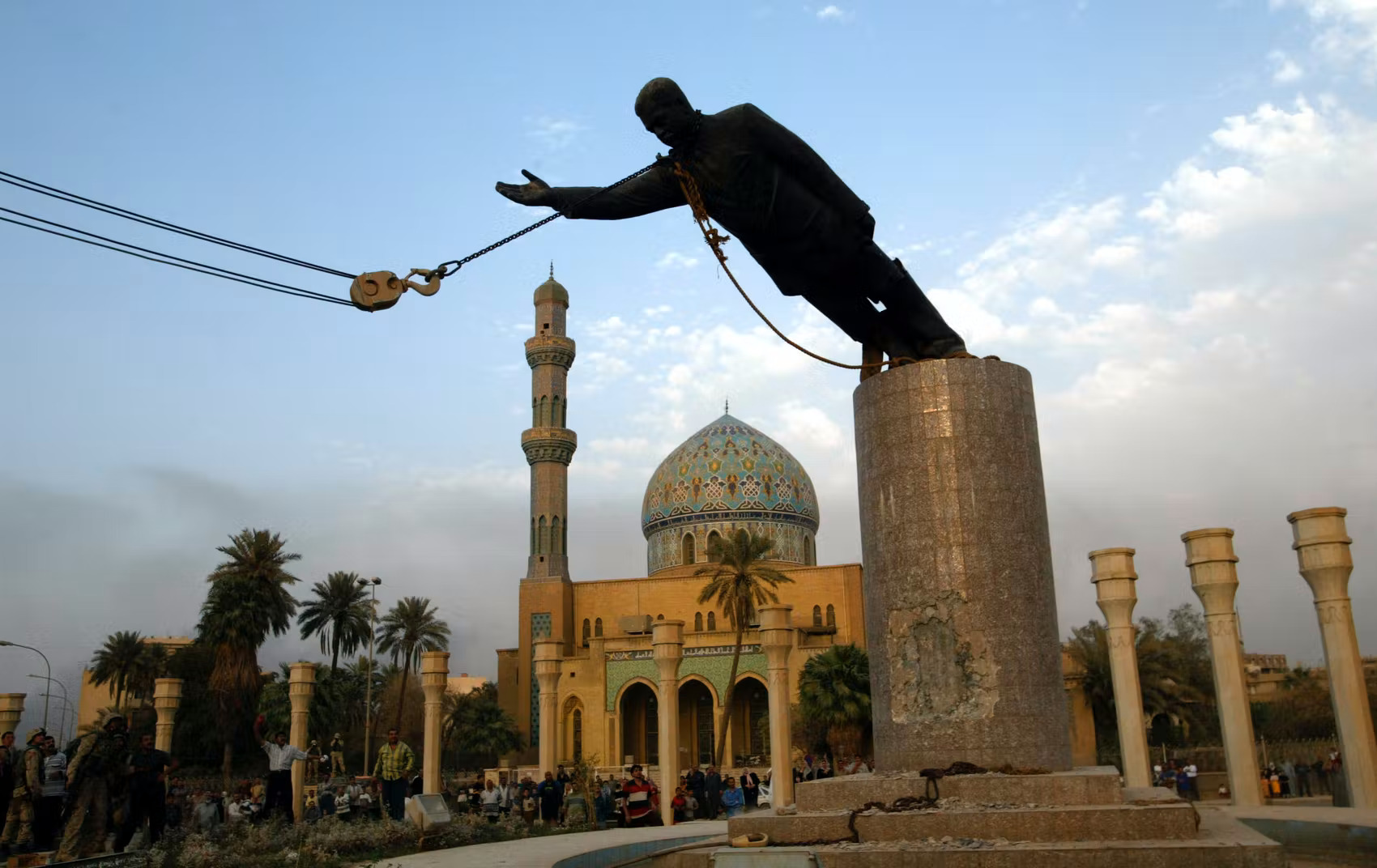
A estátua de Saddam Hussein na Praça Firdos, em Bagdá, sendo derrubada logo após a invasão do Iraque em 2003.

A destruição da estátua da Praça Firdos foi um evento que ocorreu durante a invasão do Iraque em 2003 que marcou o fim simbólico da Batalha de Bagdá. O evento ocorreu em 9 de abril de 2003.

## História
Em abril de 2002, a estátua de 12 metros foi erguida em homenagem ao 65º aniversário de Saddam Hussein.
Na tarde de 9 de abril de 2003, um grupo de civis iraquianos começou a atacar a estátua. Uma dessas tentativas partiu de Kadhem Sharif, levantador de pesos, que usava uma marreta, e chamou a atenção da mídia. Logo depois, uma unidade avançada do Corpo de Fuzileiros Navais dos Estados Unidos chegou à Praça Firdos, ocupou a área e fez contato com jornalistas estrangeiros que estavam alojados no Hotel Palestine, vizinho da Praça. Depois de algumas horas, os fuzileiros navais dos EUA derrubaram a estátua com um veículo blindado de recuperação M88.
De acordo com o livro Shooter, o primeiro plano era conectar um cabo entre o M88 e o tronco da estátua. Alguém apontou que, se o cabo rompesse, poderia chicotear e matar pessoas. O método alternativo escolhido foi enrolar uma corrente em volta do pescoço. Eventualmente, o M88 foi capaz de derrubar a estátua, que foi pisoteada por cidadãos iraquianos que decapitaram a estátua e a arrastaram pelas ruas da cidade.
A destruição da estátua foi mostrada ao vivo nas redes de notícias e apareceu nas primeiras páginas dos jornais e capas de revistas em todo o mundo - simbolizando a queda do governo de Hussein. As imagens da destruição da estátua forneceram uma clara refutação dos relatórios do ministro da Informação Muhammad Saeed al-Sahhaf de que o Iraque estava vencendo a guerra. Uma escultura verde de Bassem Hamad al-Dawiri, que simbolizava a unidade do Iraque, foi instalada no pedestal vazio em junho de 2003 e permaneceu lá até ser demolida em 2011.

## Bandeiras
Antes da queda da estátua, o cabo da Marinha Edward Chin, do 1º Batalhão de Tanques, da 1ª Divisão de Fuzileiros Navais (anexado ao 3º batalhão/4º fuzileiros navais) subiu a escada e colocou uma bandeira dos EUA no rosto da estátua. De acordo com o livro "Shooter", de Coughlin, Kuhlman e Davis, outros fuzileiros navais do 3/4 perceberam o desastre de relações públicas quando a multidão ficou em silêncio, com uma mulher gritando com os fuzileiros para remover a bandeira. Kuhlman, que havia se apropriado de uma bandeira do Iraque como troféu de guerra durante uma incursão no início da guerra, rapidamente a desenrolou e se dirigiu para a estátua. A multidão pegou a bandeira e a colocou sobre a estátua.

## Autenticidade da foto
O evento foi amplamente divulgado, mas as alegações de que haviam sido encenadas foram logo publicadas. Uma foto do evento, publicada no jornal londrino Evening Standard, foi alterada digitalmente para sugerir uma multidão maior. Uma reportagem do Los Angeles Times afirmou que foi um coronel da Marinha não identificado, e não civis iraquianos, quem havia decidido derrubar a estátua; e que uma equipe de operações psicológicas do Exército usou alto-falantes para incentivar os civis iraquianos a ajudar e fez tudo parecer espontâneo e pensado pelos iraquianos. De acordo com Tim Brown, do Globalsecurity.org: "Não foi totalmente gerenciado por palco de Washington, DC, mas não era exatamente uma operação iraquiana espontânea".
Os fuzileiros navais presentes na época, o 3º batalhão/4º fuzileiros navais e o 1º batalhão de tanques, sustentam que a cena não foi encenada além da assistência prestada.
Robert Fisk descreveu o evento como "a oportunidade fotográfica mais encenada desde Iwo Jima".